# Hypolytrum glomerulatum
Hypolytrum glomerulatum är en halvgräsart som beskrevs av M.Alves och William Wayt Thomas. Hypolytrum glomerulatum ingår i släktet Hypolytrum och familjen halvgräs. Inga underarter finns listade i Catalogue of Life.